# Trang viên Dolny ở Włodowice

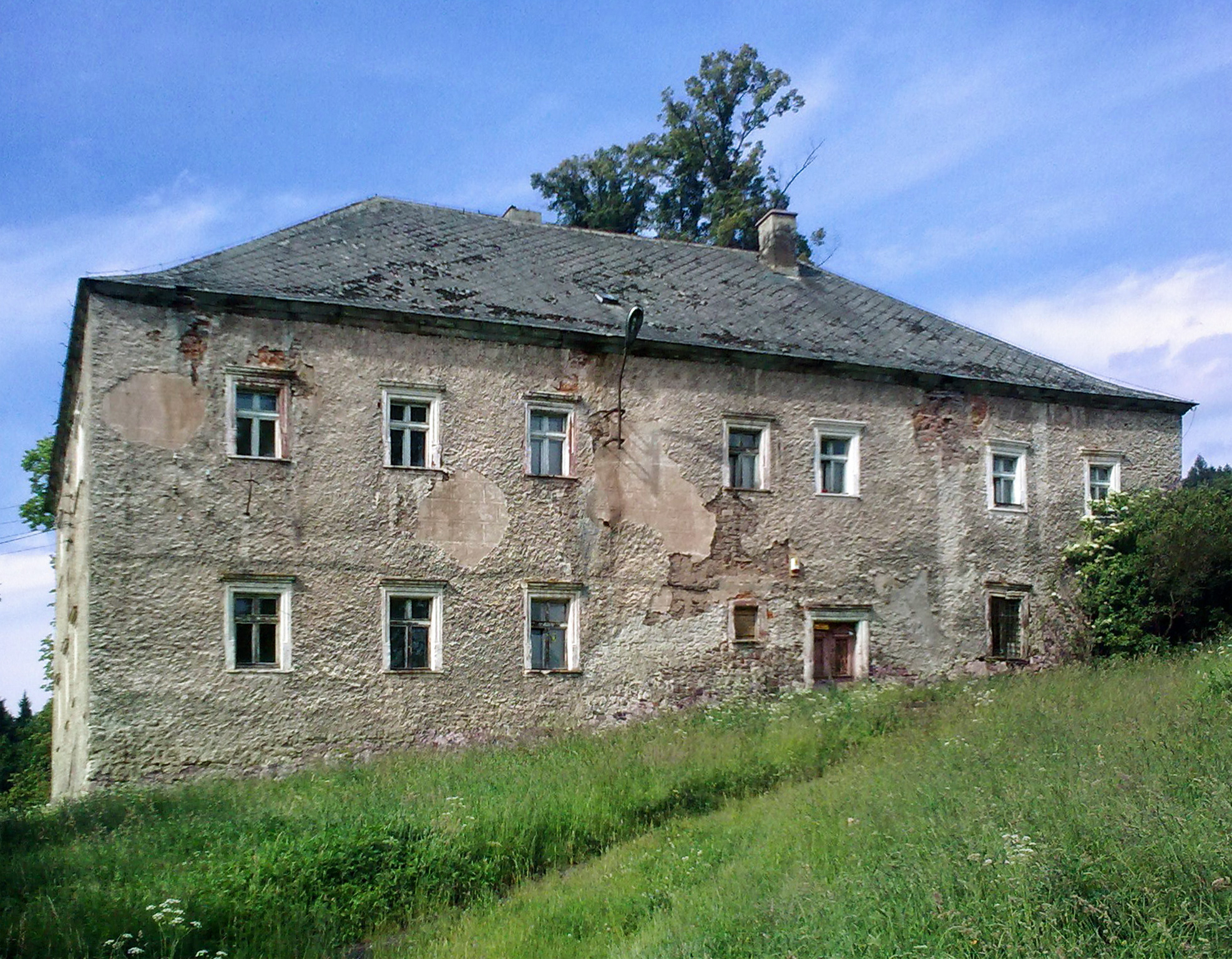
Trang viên Dolny ở Włodowice (2013)

Trang viên Dolny ở Włodowice (tiếng Ba Lan: Dwór Dolny we Włodowicach) là một trang viên lịch sử có từ thế kỷ 16, nằm ở ngôi làng  Włodowice, huyện Kłodzki, tỉnh Dolnośląskie, Ba Lan.

## Lịch sử
Trang viên Dolny ở Włodowice là một trang viên được xây dựng theo phong cách Phục hưng trong những năm 1594-1598. Sau khi Thế chiến thứ hai kết thúc, người Ba Lan bắt đầu định cư tại đây. Từ năm 1946, gia đình Fastowicz sinh sống và quản lý toàn bộ tòa nhà này. Sau đó, trang viên được các nông trường nhà nước tiếp quản. Vào năm 1993, khu bất động sản này được chuyển giao cho một cơ quan thuộc Kho bạc Nhà nước.

## Kiến trúc
Đây là một dinh thự hai tầng, được xây dựng trên một mặt phẳng hình chữ nhật, được lợp mái ngói. Các cửa sổ bằng đá sa thạch đỏ và cổng chào với thiết kế giản dị vẫn còn tồn tại cho đến ngày nay. Các phòng trong trang viên vẫn giữ nguyên cách bố trí ban đầu. Tầng trệt bao gồm cầu thang làm bằng đá, ba gian bếp, phòng ăn, một hội trường và ba phòng ngủ. Bên cạnh trang viên có một chuồng bò từ đầu thế kỷ 19, một nhà kho từ cuối thế kỷ 19 và một nhà để xe ngựa.